# ATP-toernooi van Meran
Het ATP-toernooi van Meran, officieel de Merano Open was een tennistoernooi voor mannen dat eenmalig in 1999 doorging. Het nam de toernooilicentie over van het ATP-toernooi van Bologna dat in 1998 een laatste maal werd ingericht. Ook de periode, in de week voor Wimbledon werd van Bologna geërfd, het toernooi vond plaats tussen 7 en 13 juni 1999. Het toernooi was gerangschikt in de ATP International Series.

## Finales

### Enkelspel
| Jaar | Winnaar          | Runner-up    | Score            |
| ---- | ---------------- | ------------ | ---------------- |
| 1999 | Fernando Vicente | Hicham Arazi | 6-2, 3-6, 7-6(1) |

### Dubbelspel
| Jaar | Winnaar                       | Verliezend finalist            | Score       |
| ---- | ----------------------------- | ------------------------------ | ----------- |
| 1999 | Lucas Arnold Ker Jaime Oncins | Marc-Kevin Goellner Eric Taino | 6-4, 7-6(1) |